# Іванцов, Петров, Сидоров
«Іванцов, Петров, Сидоров» (рос. «Иванцов, Петров, Сидоров») — радянський художній фільм 1978 року, знятий на кіностудії «Мосфільм».

## Сюжет
Молоді вчені Петров і Іванцов беруть участь в науковому експерименті, підготовленому Сидоровим. Під час випробувань, захопившись їх хорошим результатом Сидоров по своїй необачності гине. Молоді вчені збираються закінчити розпочату разом справу.

## У ролях
- Михайло Глузський — Семен Ілліч Сидоров
- Леонід Філатов — Олексій Петрович Петров
- Олександр Галібін — Геннадій Борисович Іванцов
- Лариса Мальована — Маргарита Сергіївна Петрова
- Олена Капіца — Саша
- Єлизавета Нікіщихіна — Люся, дружина Яковлєва
- Давид Квірцхалія — Зураб Спиридонович
- Костянтин Тиртов — Григорій Лукич
- Галина Мікеладзе — Світлана
- Анатолій Васильєв — Владик Яковлєв
- Микола Волков — Лев Іларіонович, директор
- Олексій Алексєєв — Василь Трохимович Голубєв, парторг інституту
- Олег Голубицький — Лісін, заступник директора
- Ніна Меньшикова — Лариса Павлівна, дружина Сидорова
- Борис Голдаєв — Жогін
- Андрій Голіков — Віктор Миколайович, співробітник інституту
- Валентина Колосова — епізод
- Олександр Котов — медексперт
- Олексій Миронов — Ваня, брат Сидорова
- Микола Маліков — слідчий
- Юрій Мочалов — співробітник інституту
- Інна Ульянова — Роза, сусідка Петрових
- Михайло Чигарьов — капітан міліції
- Юрій Чигров — епізод
- Родіон Александров — епізод
- Геральд Рєзнік — Боря, сусідський хлопчик, син Рози і Якова

## Знімальна група
- Режисер — Костянтин Худяков
- Сценаристи — Євген Григор'єв, Оскар Нікич
- Оператор — Володимир Боганов
- Композитор — Олексій Рибников
- Художник — Ірина Шретер